# Pematang Bandar (plaats)
Pematang Bandar is een bestuurslaag in het regentschap Simalungun van de provincie Noord-Sumatra, Indonesië. Pematang Bandar telt 2554 inwoners (volkstelling 2010).